# Sânpaul, Arad
Sânpaul este un sat în comuna Șofronea din județul Arad, Crișana, România.